# The Beginning (album de Melody Thornton)
Pour les articles homonymes, voir The Beginning.
The Beginning est le premier album solo de Melody Thornton sorti le 23 juin 2008.

## The Beginning
1. "True Love Lasts" (feat. Pharrell Williams)
2. "Melody (That's Ma Name)"
3. "Step It Up" (feat. Nicole Scherzinger)
4. "Have It Your Way" (feat. Chingy)
5. "My Soul Mate" (feat. Marques Houston)
6. "Can U Feel Me"
7. "Don't Tell Me How I Feel"
8. "People Loving Me for Me"
9. "In the Beginning (Changes)"

## Référence
- (en) Cet article est partiellement ou en totalité issu de l’article de Wikipédia en anglais intitulé « The Beginning (Melody Thornton album) » (voir la liste des auteurs).